# Syrphophagus jucundus
Syrphophagus jucundus is een vliesvleugelig insect uit de familie Encyrtidae. De wetenschappelijke naam is voor het eerst geldig gepubliceerd in 1923 door Mercet.